# Edward O'Connor
Edward O'Connor (Dublino, 20 febbraio 1862 – New York, 15 maggio 1932) è stato un attore irlandese emigrato negli Stati Uniti.
Nella sua carriera, iniziata nel 1911 e finita nel 1929, O'Connor prese parte a oltre novanta film usando talvolta il nome di Eddie O'Connor.
Morì a settant'anni, il 15 maggio 1932 a New York.

## Filmografia
- Mistakes Will Happen (1911)
- The Trapper's Five Dollar Bill (1911)
- The Question Mark (1911)
- That Winsome Winnie Smile (1911)
- An International Heart Breaker, regia di C.J. Williams (1911)
- Everything Comes to Him Who Waits, regia di C.J. Williams (1912)
- Bridget's Sudden Wealth, regia di C.J. Williams (1912)
- An Old Fashioned Elopement, regia di C.J. Williams (1912)
- The Totville Eye, regia di C.J. Williams (1912)
- A Pair of Foils, regia di C.J. Williams - cortometraggio (1913)
- His First Performance, regia di Charles H. France - cortometraggio (1913)
- A Hornet's Nest, regia di Charles H. France (1913)
- A Pious Undertaking, regia di Ashley Miller - cortometraggio (1913)
- How Bobby Called Her Bluff, regia di Charles M. Seay - cortometraggio (1914)
- The Man of Destiny, regia di Walter Edwin - cortometraggio (1914)
- Andy Goes on the Stage, regia di Charles H. France - cortometraggio (1914)
- Mr. Sniffkins' Widow, regia di Charles M. Seay - cortometraggio (1914)
- A Night Out, regia di Charles H. France - cortometraggio (1914)
- The Brass Bowl, regia di George A. Lessey e Ben F. Wilson - cortometraggio (1914)
- The Lucky Vest, regia di Charles H. France - cortometraggio (1914)
- The Song of Solomon, regia di Ashley Miller - cortometraggio (1914)
- Lost -- a Pair of Shoes, regia di Preston Kendall - cortometraggio (1914)
- The Adventure of the Missing Legacy, regia di Charles M. Seay - cortometraggio (1914)
- The Mysterious Package, regia di Charles M. Seay - cortometraggio (1914)
- My Friend from India, regia di Harry Beaumont, Ashley Miller - cortometraggio (1914)
- The Gilded Kidd, regia di C.J. Williams - cortometraggio (1914)
- A Village Scandal, regia di Charles M. Seay - cortometraggio (1914)
- Seth's Sweetheart, regia di Charles Ransom (1914)
- A Question of Clothes, regia di Charles Ransom - cortometraggio (1914)
- Shorty, regia di Ashley Miller - cortometraggio (1914)
- Jenks and the Janitor, regia di Charles M. Seay - cortometraggio (1914)
- The Flirt, regia di Charles Ransom - cortometraggio (1914)
- The Courtship of the Cooks, regia di Charles Ransom - cortometraggio (1914)

- McGinty and the Count, regia di Charles Ransom (1915)
- Lodgings for Two, regia di Charles Ransom (1915)
- The New Adventures of J. Rufus Wallingford, regia di James Gordon, Leopold Wharton, Theodore Wharton (1915)
- The Woman Next Door, regia di Walter Edwin (1915)
- The Lottery Man, regia di Leopold Wharton e Theodore Wharton (1916)
- The Man Who Stood Still, regia di Frank Hall Crane (1916)
- Cecilia of the Pink Roses, regia di Julius Steger (1918)